# Woo Sang-kwon
Woo Sang-kwon (Corea japonesa; 2 de febrero de 1926 – 13 de diciembre de 1975) fue un futbolista y entrenador de fútbol de Corea del Sur que jugaba en la posición de delantero.

## Carrera

### Club
Jugó toda su carrera de 1946 a 1964 con el ROK Army OPMG con quien fue campeón nacional en 1954 y ganó el premio al mejor futbolista del año en 1959.

### Selección nacional
Jugó para Corea del Sur de 1954 a 1964 donde anotó 17 goles en 49 partidos, fue campeón de la Copa Asiática en dos ocasiones, ganó la medalla de plata en los Juegos Asiáticos de 1958 y jugó en la Copa Mundial de Fútbol de 1954 y en los Juegos Olímpicos de Tokio 1964.

### Entrenador
| Periodo   | Club                          |
| --------- | ----------------------------- |
| 1970-1971 | Corea del Sur                 |
| 1972-1975 | Hanyang Technical High School |

## Logros

### Club
ROK Army OPMG
- Korean National Championship: 1954[1]

### Selección nacional
- AFC Asian Cup: 1956, 1960[2]
- Asian Games

- : 1958

### Individual
- Mejor Futbolista Coreano: 1959[4]